# Monte Guastanella
Il monte Guastanella (609 m s.l.m.) è situato nella Sicilia centro-meridionale, tra Raffadali e Santa Elisabetta, nell'agrigentino.

## Sito
Il monte, che ha una prominenza di circa 250 metri sui rilievi circostanti, è formato da scisto gessoso, bianco e vetroso, una roccia ruvida e dura, ma semplice da scavare.

## Storia
Sul rilievo si trova un sito archeologico comprendente una necropoli e i resti di una fortezza  bizantina. La fortezza bizantina di Guastanella fu usata dai musulmani come luogo di deportazione, qui fu imprigionato il vescovo di Agrigento Ursone.
Tolto ai musulmani nel 1086 dagli Altavilla, dal Gran Conte Ruggero nel 1095 il casale omonimo sarebbe stato concesso alla famiglia Montaperto. Tra il 1221 e il 1232 Federico II di Svevia tornò in Sicilia dopo aver combattuto una guerra in Germania contro Ottone IV di Brunswick, combatté gli arabi, li sconfisse e distrusse anche la fortezza. Del castello oggi restano poche rovine. Sulla cima del monte Guastanella si trovano antiche grotte scavate nella parete.
Sull'origine protostorica di tali grotte, una tradizione orale millenaria e successivi studi storico-archeologici (di Rosamaria Rita Lombardo)
lascerebbero supporre che possa trattarsi dei resti della antica città di Camico, con annessa tomba-tempio del re cretese Minosse.